# Club de Fútbol La Unión
El Caravaca Club de Fútbol és un club de futbol d'Espanya, del poble de Caravaca de la Cruz a Múrcia. Va ser fundat el 1923 i juga a la Segona Divisió B d'Espanya.

## Història
El Caravaca CF es funda el 1969, encara que en anys anteriors hi va haver altres clubs com la Unió Esportiva Caravaqueña o el Caravaca Football Club. L'equip juga a les categories regionals del futbol murcià, sempre amb l'objectiu de pujar a Tercera Divisió. No és fins a la temporada 1979 / 80, amb la reestructuració de la categoria, quan s'aconsegueix l'anhelat ascens. El Caravaca fa 5 temporades molt dignes a la categoria, classificant sempre al mig de la taula, però en la sisena campanya baixa a Territorial Preferent.
Torna a Tercera el 1991 i en la següent temporada queda subcampió del grup, participant així per primera vegada en el play-off a Segona Divisió B. Des de llavors, alternant alguna mala campanya, l'objectiu és l'ascens de categoria. El 2007 participa en el play-off contra el Club Deportivo San Isidro, guanya el primer partit a Caravaca per 3-0. En el partit de tornada, finalitzats els 90 minuts reglamentaris, l'àrbitre va afegir 12 minuts sense cap motiu i en ells el Raqui va materialitzar 3 gols, eliminant així al Caravaca.
La temporada següent es torna a classificar entre els quatre primers i queda aparellat a la primera eliminatòria contra el Real Oviedo. En l'anada, disputada a Caravaca, l'equip local humilia al visitant guanyant per un contundent 4-1.
En el partit de tornada a Oviedo, el Caravaca caure 4-2, però gràcies als dos gols de Miguel Jesús Almansa Sevilla va aconseguir classificar-se per la següent ronda. En l'anada de la final del grup el Caravaca no va passar de l'empat a 0 a casa contra l'Antequera Club de Fútbol i en la tornada a terres andaluses va caure per 2-1 després d'anar guanyant al descans.
La temporada 2008 / 09 es prepara una plantilla encara millor que la de l'any anterior i l'equip bat rècords, amb115gols a favor, i és el conjunt més golejador d'Espanya liderant amb claredat el grup XIII de la Tercera Divisió. En el play-off d'ascens a Segona B s'enfrontaria al Unión Estepona Club de Fútbol al que va guanyar 3-2 a l'Estadi el Morao, però va perdre en Estepona 2-1 cosa que va provocar l'ascens del Unión Estepona Club de Fútbol. Tot i això, el Caravaca tindrà una altra oportunitat d'ascendir gràcies al fet que va quedar campió del grup. En la segona eliminatòria es va desfer del CD Club Deportivo Alcalá guanyant els dos partits per 0-2. A la tercera eliminatòria s'enfronta a l'Ourense, en l'anada cau a O Couto per 1-0, però en la volta remunta el marcador guanyant 3-1 i aconsegueix per fi l'ascens a Segona Divisió B.
Després de l'històric ascens el president Joan Medina presenta la seva dimissió.
El vicepresident Manuel Sánchez Contreras es converteix en president en funcions fins a la celebració en un termini de dos mesos d'una assemblea. L'equip fa una molt bona temporada, estant en diverses jornades en llocs de play-off. Finalment acaba la temporada 11 º. Després de la gran campanya el futur de l'equip està en l'aire, ja que Manuel Sánchez no segueix en l'equip i no apareix ningú que vulgui fer-se càrrec del club.

## Uniforme
- Uniforme titular: Camisa blanca, pantaló blanc i mitges blanques.
- Uniforme suplent: Camiseta vermella, pantaló vermell i mitges vermelles.

## Dades del club
- Temporades a Primera: 0
- Temporades a Segunda: 0
- Temporades a Segunda B: 1
- Temporades a Tercera: 22
- Millor lloc a la lliga: 1º (Tercera divisió espanyola temporada 2008-2009)
- Pitjor lloc a la lliga: 17º (Tercera divisió espanyola temporada 82-83)

## Palmarés
- Tercera Divisió (1): Tercera División d'España 2008/09 (Grupo XIII)2008/09